# Alicia Warlick
Alicia Warlick est une athlète américaine olympique perchiste née le 11 octobre 1977 à Tulsa dans l'état d'Oklahoma et vivant à Houston dans l'État du Texas aux États-Unis.
Elle a interrompu ses études à l'Université d'Harvard pour se consacrer à plein temps au saut à la perche avec un record personnel de 4,50 m (4e meilleur résultat des États-Unis) et aux Jeux olympiques